# トミー・アトキンス

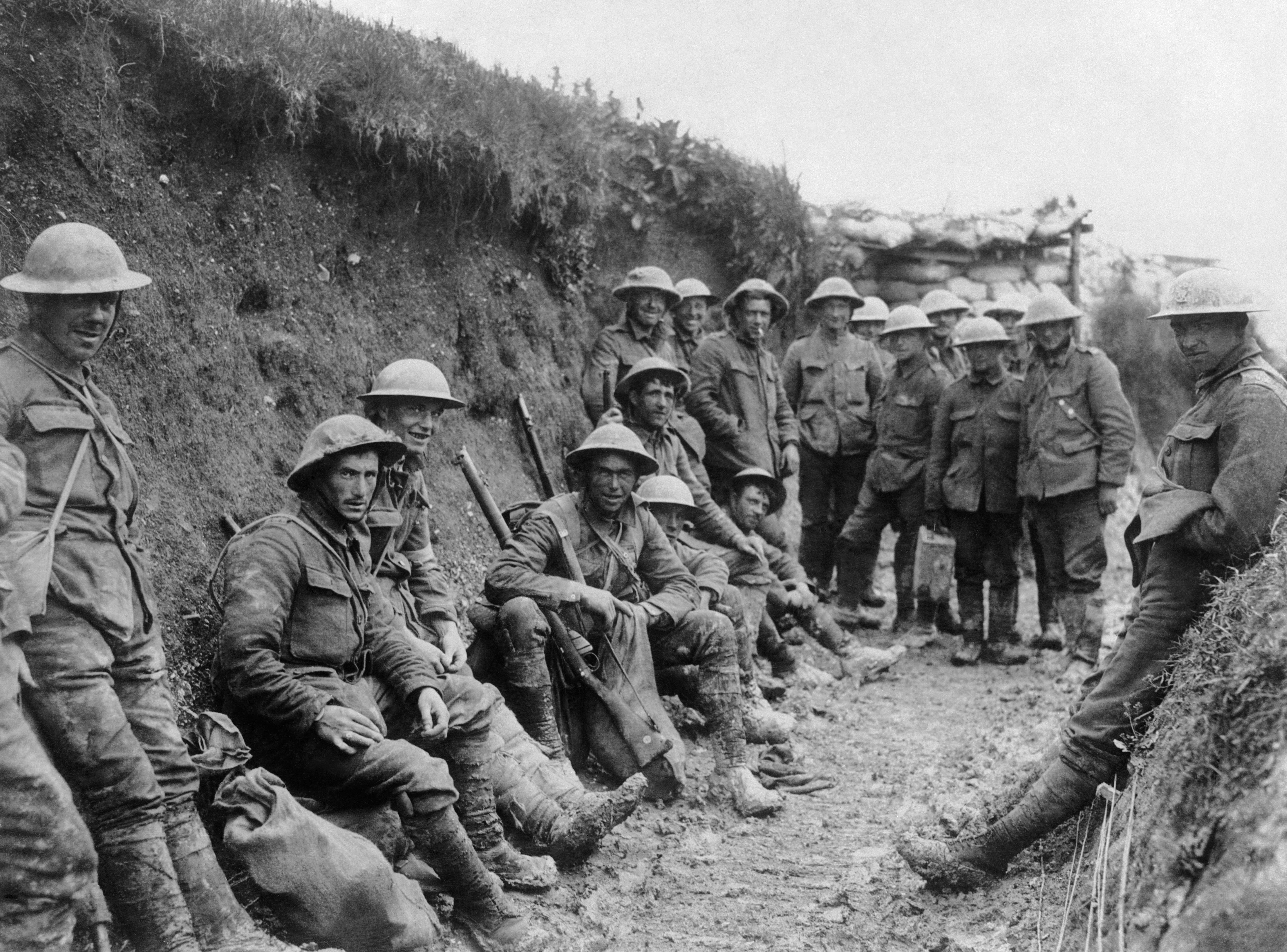
第一次世界大戦中のソンムの戦いの塹壕におけるロイヤル・アイリッシュ・ライフル連隊(Royal Irish Rifles)の「トミー」たち

トミー・アトキンス(英語: Tommy Atkins)もしくはトミー(英語: Tommy)はイギリス陸軍の一般的な兵士を表す俗語。19世紀中にはおそらく明確に定着していたが、特に第一次世界大戦との関連が深い。権限もしくは肩書きを表すものとして使われた。ドイツの兵士たちはイギリスの兵士たちに「トミー(Tommy)」と呼びかけ、フランスや英連邦の兵士たちもまたイギリス兵を「トミーズ(Tommies)」と呼んだ。より時代が降ると「トミー・アトキンス」という名前は頻繁には使われなくなるが、しかしそれでも「トム(Tom)」という名前はときどき耳にされた。またイギリス陸軍落下傘連隊の兵卒は今でも「トムズ(Toms)」と呼ばれている。

## 名前の由来

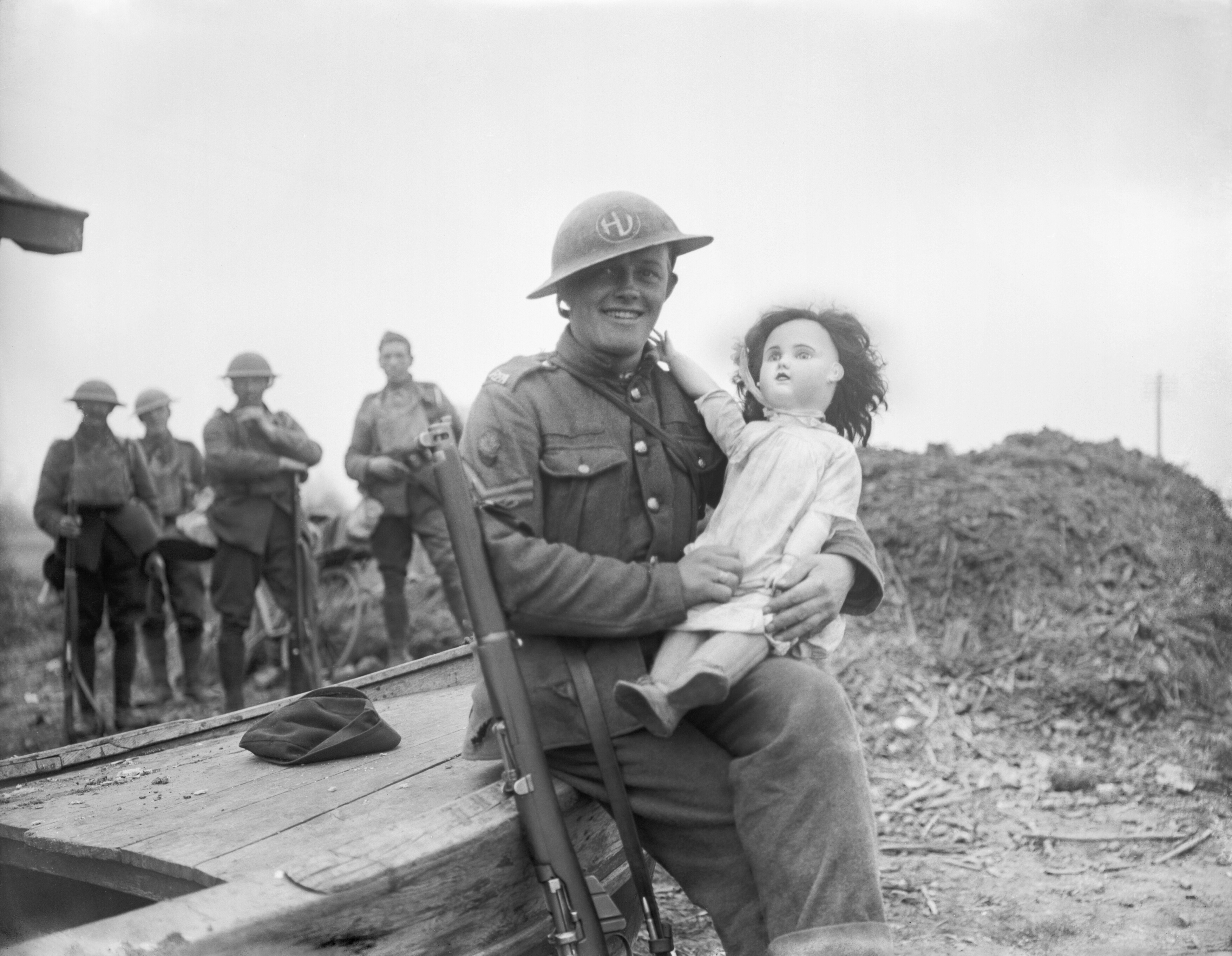
「トミー・アトキンス」の宣伝写真。第51師団(51st Division)の兵士が大きな人形を腕に抱えて座っている。1918年4月13日、ドイツの春季攻勢中に撮影された。

トミー・アトキンス(Tommy Atkins)、もしくはトーマス・アトキンス(Thomas Atkins)という名前は一般的なイギリス兵を表す総称として何年も使われてきた。その起源は議論の的となっているが、1743年にはすでに使われていたことが明らかになっている。ジャマイカから送られた、軍隊の間での暴動に関する手紙の中では、「北米からきた人々を除けば、海兵とトミー・アトキンスは立派に振る舞っている("except for those from N. America ye Marines and Tommy Atkins behaved splendidly")」と述べられている。
一般的に信じられていることには、この名前は初代ウェリントン公爵アーサー・ウェルズリーがフランダース作戦(Flanders Campaign)中の1794年、ボクステルの戦い(Battle of Boxtel)における兵士の勇敢さに着想を得て名付けたとされている。激しい戦闘の後、第33歩兵連隊(33rd Regiment of Foot)の指揮下だったアーサーは、連隊の中で最も活躍した兵士であるトーマス・アトキンス二等兵がひどい怪我を負っているのを見つけた。トーマスは「大丈夫であります、閣下。よくあることですので("It's all right, sir. It's all in a day's work.")」と答えたが、すぐ後に死んでしまった。帝国戦争博物館によると、この説ではアーサーが1843年に名前を選んだことになっている。
しかし、J・H・レスリー(J. H. Leslie)が1912年に雑誌『ノーツ・アンド・クエリーズ(Notes and Queries)』で論じたことによれば、「トミー・アトキンス」という名前は1815年に戦争省によって仮名として採用され、兵士名簿の歩兵の書式の全てのサンプルにおいて記号で署名されていた。騎兵隊の方にはトランペット奏者のウィリアム・ジョーンズ(William Jones)と軍曹のジョン・トーマス(John Thomas)の名前があったが、しかし記号は用いられていなかった。レスリーは1837年の国王の法令集(King's Regulations)の204から210頁、およびのちの版の中にも同じ名前を見つけている。レスリーは、このことがウェリントン公爵によって1843年に「トーマス・アトキンス」の名前が選ばれたという逸話を反証していると述べている。
軍事史家のリチャード・ホルムズ(Richard Holmes)は、2005年の著書『トミー(Tommy)』の冒頭で以下のように述べている。
Atkins became a sergeant in the 1837 version, and was now able to sign his name rather than merely make his mark.
アトキンスは1837年の版では軍曹になっていて、そして今や単に彼の記号を書くだけでなく彼の名前を署名できるようになった。—リチャード・ホルムズ、Tommy、
オックスフォード英語辞典はその起源を「1815年以降の規定による見本書式の中でこの名前が略式に使われたことに起因する」として、引用は"Collection of Orders, Regulations, etc., pp. 75–87, published by the War Office, 31 August 1815."を参照している。「トーマス・アトキンス」という名前は典型的な騎兵や歩兵の名前として使われたが、「ウィリアム・ジョーンズ」や「ジョン・トーマス」といった他の名前も使われた。そのうち「トーマス・アトキンス」は20世紀初頭まで兵士名簿の中で使われ続けた。

## 第二次世界大戦中における使用
第二次世界大戦中にもドイツ国防軍の兵士たちによってイギリス兵は「トミー」と呼ばれ、強い敵愾心の対象となっていた。たとえば以下のような野戦郵便が残っている。
V1ロケットを見るたびに、イギリスに与えられる破壊への喜びを覚えます。私は通常そんなに悪い人間ではありません。しかしトミー〔イギリス兵〕には最悪の事態が起こることだけを願っています。—上等兵 P. -D. N.、1944年11月18日の手紙
ただし、上のような敵愾心が抱かれていたにもかかわらず、文化的差異によって正当化したり意味付けしようとする試みはさほど見られず、蔑視的な眼差しも見られないことが、野戦郵便研究によって分析されている。特に英米軍はソ連軍やドイツ国防軍自身の略奪に比れば、ドイツ住民に対して危害は及ぼさないという認識が一般的であった。特に以下のような郵便の記録からそのことがわかる。
アメリカ人やトミーが非戦闘員に対して何かするとは私は思いません。彼らはドイツ国防軍のように、必要もないのに家々を燃やしたりはしないからです。—兵長 P. R、1944年9月14日の手紙

## 文化

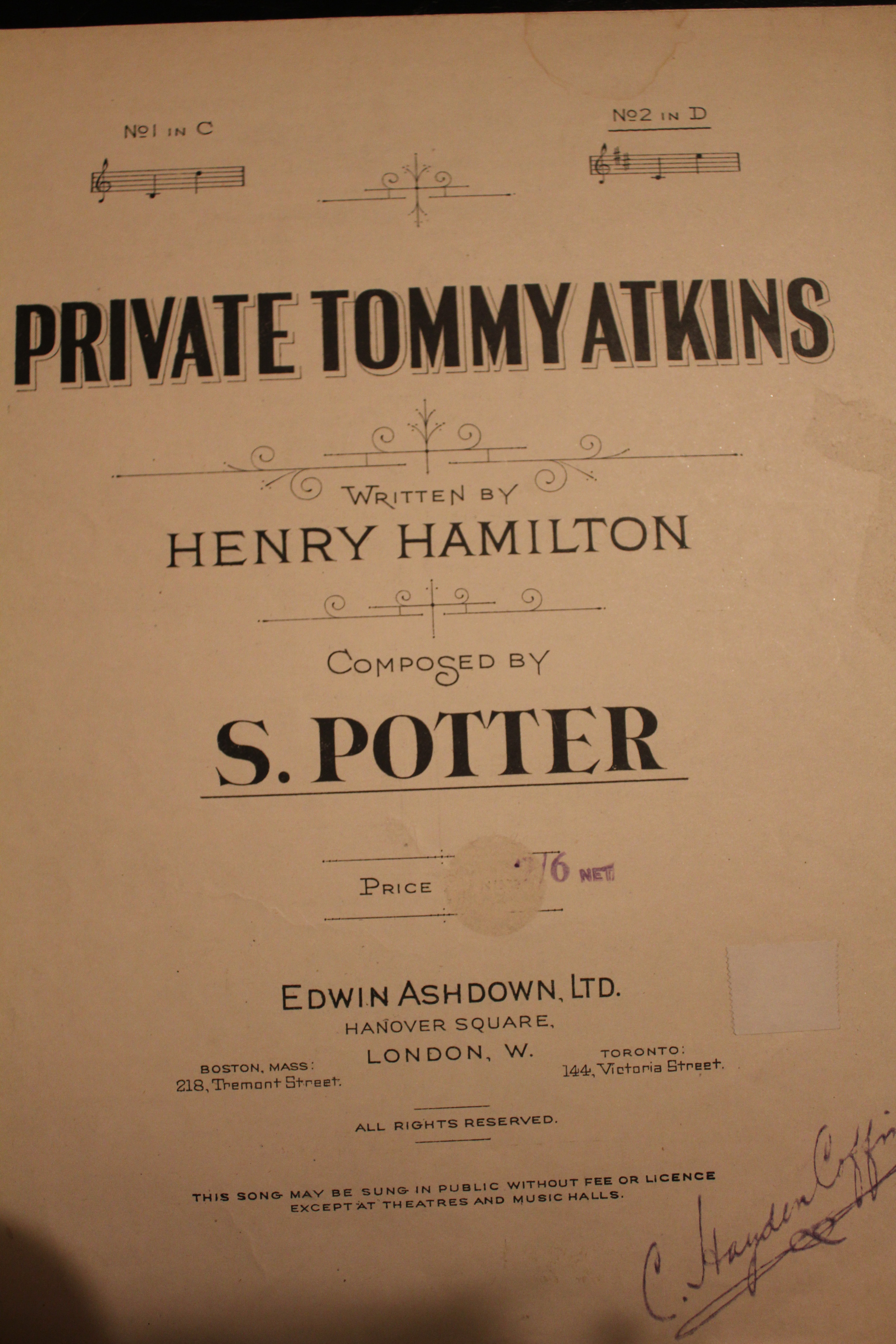
1893年に出版された「二等兵トミー・アトキンス」の楽譜の表紙。サミュエル・ポッターとヘンリー・ハミルトンの作。C・ヘイドン・コフィンのサインも見られる。

ラドヤード・キップリングは1892年に詩「トミー("Tommy")」を『兵営詩集(Barrack-Room Ballads)』の中で、「T・Aに捧げる」として発表した。それに応えて、ウィリアム・マクゴナガルは1898年に「トミー・アトキンスへの賛美の詩("Lines in Praise of Tommy Atkins")」を書いたが、これはキップリングの詩の中でトミーを見下したような描写だとマクゴナガルが見なしたものを攻撃する詩であった。
また1893年にミュージカル劇「愉快な少女(A Gaiety Girl)」のため、ヘンリー・ハミルトン(Henry Hamilton)作詞、サミュエル・ポッター(Samuel Potter)作曲で、バリトン歌手のC・ヘイドン・コフィン(C. Hayden Coffin)に歌わせる「トミー・アトキンス二等兵」という歌が作られた。すぐにロンドンのウィルコックス株式会社(Willcocks & Co. Ltd.)から出版され、翌年にはニューヨークのT・B・ハームズ株式会社(T. B. Harms & Co.)からも出版された。またその曲はヘイドン・コフィンによってのちに上演された「サン・トイ(San Toy)」の中でも再び紹介された。彼はその曲をボーア戦争中である1900年3月1日のレディスミス包囲(Siege of Ladysmith)で歌ったことを回想し、「聴衆はそのようなレベルの熱狂に奮起させられ、皆立ち上がって、お金のシャワーを舞台へ浴びせ始めた(the audience were roused to such a pitch of enthusiasm, that they rose to their feet, and commenced to shower money on to the stage)」と語った。
その後の1899年12月、イギリス軍がボーア人にマゲルスフォンテーンの戦い(Battle of Magersfontein)で敗北すると、ブラックウォッチ連隊(Black Watch)のスミス二等兵は以下のような詩を残している。
Such was the day for our regiment

Dread the revenge we will take.

Dearly we paid for the blunder

A drawing-room General's mistake.

Why weren't we told of the trenches?

Why weren't we told of the wire?

Why were we marched up in column,

May Tommy Atkins enquire…
我々の連隊にとってその日は

我々が晴らす復讐を恐れる日であった。

我々は失敗の代償を大いに払った

それは自分は立派な部屋にいた将軍の過ちである

なぜ我々は塹壕について知らされなかったのか。

なぜ我々は鉄線について知らされなかったのか。

なぜ我々は隊列を組んで行進したのか、

トミー・アトキンスから知らせがあらんことを…
加えて、「トミー・クッカー(Tommy cooker)」はイギリス兵の携行ストーブのあだ名である。これは「固形アルコール(solidified alcohol)」と呼ばれる物質によって燃焼されるもので、無煙ではあったが効率は非常に悪かった。